# فلورنسا شيرلي
فلورنسا شيرلي (بالإنجليزية: Florence Shirley)‏ هي ممثلة أمريكية، ولدت في 1892، وتوفيت في 1967.

## وصلات خارجية
- فلورنسا شيرلي على موقع IMDb (الإنجليزية)
- فلورنسا شيرلي على موقع أول موفي (الإنجليزية)
- فلورنسا شيرلي على موقع قاعدة بيانات برودواي على الإنترنت (الإنجليزية)
- فلورنسا شيرلي على موقع قاعدة بيانات الأفلام السويدية (السويدية)
- فلورنسا شيرلي على موقع قاعدة بيانات الفيلم (الإنجليزية)
- فلورنسا شيرلي على موقع كينوبويسك (الروسية)